# Список умерших в 1282 году
В этой статье представлен список известных людей, умерших в 1282 году.
См. также: Категория:Умершие в 1282 году

## Январь
- 9 января — Абу Осман Саид Хакам Аль-Курейши[англ.] — первый арабский правитель Менорки (1234—1282)

## Февраль
- 24 февраля — Филипп Муске[англ.] — епископ Турне (1272—1282), автор «Рифмованной хроники»

## Март
- 2 марта — Агнесса Чешская — дочь короля Чехии Пржемысла Отакара I, монахиня-клариссинка, святая Римско-католической церкви, одна из святых покровительниц Чехии
- 21 марта — Роберт III — дофин Оверни и граф Клермона (1262—1282)
- 22 марта — Бенвенуто Скотиволи[англ.] — епископ Озимо, святой римско-католической церкви.

## Апрель
- 1 апреля — Абака-хан — ильхан государства Хулагуидов (1265—1282)
- 4 апреля:
  - Бернард Айглериус[англ.] — французский теолог, папский легат и кардинал (1265/1268—1282);
  - Катарина Габсбург[нем.] — жена будущего герцога Баварии Оттона III.
- 10 апреля — Ахмед Фенакети — министр финансов и главный администратор Хубилая китайской империи Юань, создатель финансовой системы монголов.
- 29 апреля — Гильом де Брэй[фр.] — французский кардинал-священник de S. Marco (1262—1282)

## Май
- 3 мая — Риковеро (Хью) деи Липпи-Угоччиони[англ.] — один из семи основателей ордена сервитов, святой римско-католической церкви.
- 16 мая — Томас III — сеньор Пьемонта (1259—1282)

## Июнь
- 19 июня — Элеонора де Монфор — жена князя Уэльса Лливелин ап Грифида.

## Июль
- 5 июля — Фридрих I[нем.] — граф Ритберг (1264—1282)
- 24 июля — Генрих[нем.] — граф Пфаннберга

## Август
- 9 августа — Гильом II де ла Руа[фр.] — епископ Пюи (1263—1282)
- 19 августа — Хартман фон Хельдрунген — великий комтур Тевтонского ордена (1261—1263), Великий магистр Тевтонского ордена (1273—1282)
- 25 августа — Фома де Контело — лорд-канцлер Англии (1264—1265), епископ Херефорда (1275—1282), святой римско-католической церкви[1].

## Сентябрь
- 9 сентября — Ингрид из Скэннинге[англ.] — шведская святая римско-католической церкви.
- 18 сентября — Морис де Тердили[фр.] — архиепископ Ренна (1260—1282).
- 24 сентября — Жан I Вьеннский — дофин Вьеннский, граф д’Альбон (1269—1282).

## Октябрь
- 13 октября — Нитирэн (60) — японский монах, основавший школу Нитирэн-сю.
- 26 октября — Роджер Мортимер, 1-й барон Вигмор — 1-й барон Вигмор из рода Мортимеров, ставший одним из самых могущественных лордов Валлийской марки и сыгравший выдающуюся роль во Второй баронской войне и завоевании Уэльса.
- 30 октября — Ибн Халликан (71) — арабский юрист и писатель-биограф, называемый «восточным Плутархом»
- 31 октября — Коррадо Радикати[итал.] — епископ Асти (1260—1282)

## Ноябрь
- 6 ноября:
  - Люк де Тани[англ.] — английский военный командир Англси, английский командир в битве у Мойл-и-Дона, погиб в этой битве;
  - Роджер III де Клиффорд, английский аристократ и военный, феодальный барон Эпплби (по праву жены), судья по лесным делам к югу от Трента (1270—1276).
- 9 ноября — Вальдемар[англ.] — правитель Ростока (1278—1282).
- 12 ноября — Роберт IV де Дрё — граф де Дрё (1249—1282).

## Декабрь
- 8 декабря — Фридрих фон Монталбан[нем.] — епископ Фрайзинга (1279—1282)
- 11 декабря:
  - Лливелин ап Грифид — Принц Гвинеда (1246—1282), Принц Уэльский (1258—1282), последний независимый правитель Уэльса, при котором страна была окончательно завоёвана Эдуардом I; погиб в битве у моста Оревин или убит;
  - Михаил VIII Палеолог — последний Никейский император (1259—1261), Византийский император (1261—1282), основатель династии Палеологов.
- 17 декабря — Викхард фон Полхайм[нем.] — епископ Пассау (1280—1282)
- 21 декабря — Джон Рауде[нем.] — архиепископ Нидароса (1268—1282}

## Дата неизвестна или требует уточнения
- Алиса де ла Рош[англ.] — жена сеньора Бейрута Жана II Ибелина (1249/1250—1264), регент Бейрута (1274—1277).
- Джованни Беккариа, капитан народа и фактический правитель Павии (1259—1279 (или 1282)).
- Буозо да Дуэра, итальянский военный и политический деятель, участник борьбы гибеллинов и гвельфов, сеньор Сончино и Кремоны.
- Георгий Акрополит — византийский государственный деятель, дипломат, ритор, один из крупнейших византийских историков XIII в.
- Гийом из Шартра — французский проповедник и хронист-историк.
- Изабелла Ибелин — сеньора Бейрута (1264—1282)
- Конрад фон Белмонт[нем.] — епископ Кура (1273—1278).
- Джон Маршал, английский барон, маршал Ирландии.
- Менгу-Тимур — хан улуса Джучи (Золотой Орды) (1266—1282), ставшего при нём формально независимым от Монгольской империи
- Мехтильда Магдебургская — немецкая мистическая писательница.
- Оттон-де-Грасс[фр.] — епископ Гапа (1251—1282)
- Оуайн Гох ап Грифид — Принц Гвинеда (1246—1255)
- Раймонд I де Бо — принц Оранский (1218—1282), титулярный король Арля и Вьенна (1218—1257)
- Рауль II де Сор — маршал Франции (с 1270)
- Роберт I де Невилл — барон Рэби (1242—1282)
- Тройден — Великий князь литовский (1269/1270—1282).
- Тьерри III, граф Монбельяра (с 1227/1228).
- Фаррухзад II — ширваншах (1260—1282)
- Хьюго де Бенхайм[англ.] — епископ Абердина (1272—1382)